# Extreme Activity
Extreme Activity war eine Spielshow, die von Constantin Entertainment produziert und vom 15. Juli 2006 bis zum 3. September 2007 bei ProSieben ausgestrahlt wurde. Moderiert wurde die Show von Jürgen von der Lippe.
Die Show wurde 2007 wegen sinkender Quoten eingestellt.

## Spielregeln
Das Format ist auf dem erfolgreichen Gesellschaftsspiel Activity aufgebaut. Sechs Prominente spielen jeweils zu dritt in einem Team. Dabei spielen sie unterschiedliche Spiele aus dem gleichnamigen Gesellschaftsspiel und müssen verschiedene Begriffe innerhalb von 90 Sekunden „mündlich umschreiben“, „pantomimisch darstellen“ oder „malen“. Welche Variante gespielt wird, entscheidet vor jeder Runde ein Zufallsgenerator. Dieser ist um den Punkt Extreme erweitert worden. In dieser Spielrunde müssen die Begriffe in zwei Minuten unter besonderen Umständen erklärt werden. Für die besonderen Mühen des Spielers gibt es für Extreme-Spiele doppelt so viele Punkte wie für die normalen Spiele.
Zum Schluss folgt das Finale, bei dem zwei Spieler innerhalb von zwei Minuten Begriffe erraten müssen, die sie von den restlichen vier Spielern erklärt bekommen. Für jede richtige Antwort gibt es für das Team, das den Begriff erraten hat, drei Punkte.

## Ausstrahlung und Einschaltquoten
Ursprünglich sollten sieben Folgen während der Sommerpause gesendet werden, aber aufgrund guter Einschaltquoten gab ProSieben nach der dritten Folge bekannt, die Show werde bis zum Herbst 2006 verlängert.
Die Einschaltquoten lagen zunächst teilweise bei bis zu 16 Prozent Marktanteil, wurden jedoch ab Ende August geringer. Bis zum 25. November 2006 wurde Extreme Activity samstags gesendet. Ab dem 5. Dezember 2006 wurde die Spielshow dienstags um 20:15 Uhr ausgestrahlt.
Nachdem die Sendung Anfang September 2007 nur 6,2 Prozent Marktanteil vorweisen konnte, setzte ProSieben die Sendung mit sofortiger Wirkung ab. Fünf bereits produzierte Folgen blieben ungesendet.
| Datum             | Zuschauer | Zuschauer       | Marktanteil | Marktanteil     | Quellen |
| Datum             | Gesamt    | 14 bis 49 Jahre | Marktanteil | Marktanteil     | Quellen |
| Datum             | Gesamt    | 14 bis 49 Jahre | Gesamt      | 14 bis 49 Jahre | Quellen |
| ----------------- | --------- | --------------- | ----------- | --------------- | ------- |
| 15. Juli 2006     | –         | –               | –           | 13,9 %          | [ 6 ]   |
| 22. Juli 2006     | –         | –               | –           | 16,1 %          | [ 6 ]   |
| 29. Juli 2006     | 1,81 Mio. | 1,21 Mio.       | 8,7 %       | 17,0 %          | [ 6 ]   |
| 26. August 2006   | 1,61 Mio. | 1,03 Mio.       | 6,2 %       | 11,6 %          | [ 7 ]   |
| 28. Oktober 2006  | 1,75 Mio. | 1,19 Mio.       | 5,7 %       | 10,5 %          | [ 8 ]   |
| 11. November 2006 | 1,35 Mio. | 0,97 Mio.       | –           | 8,7 %           | [ 9 ]   |
| 5. Dezember 2006  | 1,63 Mio. | –               | –           | 8,3 %           | [ 10 ]  |
| 12. Dezember 2006 | 1,98 Mio. | 1,38 Mio.       | 6,1 %       | 10,6 %          | [ 10 ]  |
| 19. Dezember 2006 | 2,10 Mio. | 1,38 Mio.       | 6,4 %       | 10,7 %          | [ 11 ]  |
| 2. Januar 2007    | 2,11 Mio. | 1,37 Mio.       | 6,1 %       | 10,1 %          | [ 3 ]   |
| 30. Januar 2007   | 1,86 Mio. | –               | –           | 9,3 %           | [ 12 ]  |
| 27. Februar 2007  | 1,55 Mio. | 1,07 Mio.       | 4,6 %       | 7,9 %           | [ 13 ]  |
| 6. März 2007      | 1,98 Mio. | –               | 5,9 %       | 10,8 %          | [ 14 ]  |
| 20. März 2007     | 1,77 Mio. | 1,26 Mio.       | 5,2 %       | 9,3 %           | [ 15 ]  |
| 17. April 2007    | 1,69 Mio. | –               | –           | 8,7 %           | [ 16 ]  |
| 24. April 2007    | 1,48 Mio. | 1,10 Mio.       | 5,0 %       | 9,8 %           | [ 17 ]  |
| 15. Mai 2007      | 1,91 Mio. | 1,30 Mio.       | –           | 10,9 %          | [ 18 ]  |
| 3. September 2007 | 1,03 Mio. | –               | –           | 6,2 %           | [ 19 ]  |

## Staffeln

### Staffel 1
Die erste Staffel lief vom 15. Juli 2006 bis zum 26. August 2006 samstags um 20:15 Uhr. Sie umfasste sieben Folgen.
|         | Männerteam                                            | Frauenteam                                           | Ausstrahlungstermin |
| ------- | ----------------------------------------------------- | ---------------------------------------------------- | ------------------- |
| Folge 1 | Wigald Boning, Oliver Petszokat, Georg Uecker         | Janine Kunze, Verona Pooth, Sandy Mölling            | 15. Juli 2006       |
| Folge 2 | Wigald Boning, Simon Gosejohann, Bürger Lars Dietrich | Janine Kunze, Verona Pooth, Annemarie Warnkross      |                     |
| Folge 3 | Wigald Boning, Ingo Oschmann, Oliver Petszokat        | Janine Kunze, Verona Pooth, Lucy Diakovska           |                     |
| Folge 4 | Wigald Boning, Elton, Ingo Appelt                     | Janine Kunze, Gülcan Karahancı, Lucy Diakovska       | 5. August 2006      |
| Folge 5 | Wigald Boning, Elton, Georg Uecker                    | Janine Kunze, Verona Pooth, Ruth Moschner            | 12. August 2006     |
| Folge 6 | Wigald Boning, Bürger Lars Dietrich, Markus Majowski  | Janine Kunze, Verona Pooth, Caroline Beil            | 19. August 2006     |
| Folge 7 | Wigald Boning, Dirk Bach, Markus Maria Profitlich     | Janine Kunze, Gülcan Karahancı, Charlotte Engelhardt | 26. August 2006     |

### Staffel 2
Die zweite Staffel lief vom 2. September 2006 bis zum 11. November 2006 samstags um 20:15 Uhr. Sie umfasste sechs Folgen.
|          | Männerteam                                            | Frauenteam                                           | Ausstrahlungstermin |
| -------- | ----------------------------------------------------- | ---------------------------------------------------- | ------------------- |
| Folge 8  | Ingo Oschmann, Smudo, Giovanni Zarrella               | Verona Pooth, Miriam Pielhau, Jana Ina               | 2. September 2006   |
| Folge 9  | Wigald Boning, Elton, Oliver Petszokat                | Verona Pooth, Collien Fernandes, Annemarie Warnkross | 9. September 2006   |
| Folge 10 | Wigald Boning, Til Schweiger, Heiner Lauterbach       | Verona Pooth, Sonya Kraus, Heike Drechsler           | 16. September 2006  |
| Folge 11 | Oliver Petszokat, Thomas Heinze, Uwe Ochsenknecht     | Verona Pooth, Jana Ina, Bärbel Schäfer               | 14. Oktober 2006    |
| Folge 12 | Wigald Boning, Kai Böcking, Elton                     | Verona Pooth, Britt Hagedorn, Sonja Zietlow          | 28. Oktober 2006    |
| Folge 13 | Oliver Petszokat, Thomas Heinze, Bürger Lars Dietrich | Verona Pooth, Bärbel Schäfer, Alida Lauenstein       | 11. November 2006   |

### Staffel 3
Die dritte Staffel lief vom 5. Dezember 2006 bis zum 27. Februar 2007 dienstags um 20:15 Uhr. Sie umfasste zwölf Folgen.
|          | Männerteam                                            | Frauenteam                                              | Ausstrahlungstermin |
| -------- | ----------------------------------------------------- | ------------------------------------------------------- | ------------------- |
| Folge 14 | Oliver Petszokat, Elton, Wigald Boning                | Verona Pooth, Jeanette Biedermann, Britt Hagedorn       | 5. Dezember 2006    |
| Folge 15 | Wigald Boning, Heiner Lauterbach, Til Schweiger       | Verona Pooth, Jeanette Biedermann, Mirjam Weichselbraun | 12. Dezember 2006   |
| Folge 16 | Wigald Boning, Elton, Bürger Lars Dietrich            | Miriam Pielhau, Claudia Pechstein, Verona Pooth         | 19. Dezember 2006   |
| Folge 17 | Bernhard Hoëcker, Wigald Boning, Oliver Petszokat     | Miriam Pielhau, Sandy Mölling, Hella von Sinnen         | 2. Januar 2007      |
| Folge 18 | Elton, Smudo, Wigald Boning                           | Charlotte Engelhardt, Johanna Klum, Verona Pooth        | 9. Januar 2007      |
| Folge 19 | Bernd Stelter, Wigald Boning, Bürger Lars Dietrich    | Charlotte Engelhardt, Verona Pooth, Ruth Moschner       | 16. Januar 2007     |
| Folge 20 | Elton, Jan Josef Liefers, Wigald Boning               | Carolina Beil, Verona Pooth, Anna Loos                  | 23. Januar 2007     |
| Folge 21 | Bernhard Hoëcker, Oliver Petszokat, Wigald Boning     | Sandy Mölling, Gülcan Karahancı, Johanna Klum           | 30. Januar 2007     |
| Folge 22 | Uwe Ochsenknecht, Dirk Bach, Bürger Lars Dietrich     | Bärbel Schäfer, Tamara Sedmak, Verona Pooth             | 6. Februar 2007     |
| Folge 23 | Wigald Boning, Bürger Lars Dietrich, Ingo Oschmann    | Jana Ina Zarrella, Verona Pooth, Charlotte Engelhardt   | 13. Februar 2007    |
| Folge 24 | Wigald Boning, Matthias Opdenhövel, Jan Josef Liefers | Verona Pooth, Johanna Klum, Claudia Pechstein           | 20. Februar 2007    |
| Folge 25 | Dirk Bach, Oliver Petszokat, Uwe Ochsenknecht         | Bärbel Schäfer, Verona Pooth, Anja Kling                | 27. Februar 2007    |

### Staffel 4
Die vierte Staffel lief vom 6. März 2007 bis zum 22. Mai 2007 dienstags um 20:15 Uhr. Das Besondere an der Staffel ist, dass nicht wie bisher, Frauen gegen Männer spielten, sondern Teams, beispielsweise von Shows oder Sendungen gegeneinander antraten. Sie umfasste elf Folgen.
|          | Team 1                                                                    | Team 2                                                                                 | Ausstrahlungstermin |
| -------- | ------------------------------------------------------------------------- | -------------------------------------------------------------------------------------- | ------------------- |
| Folge 26 | Monrose mit Senna Guemmour, Mandy Capristo, Bahar Kızıl                   | Popstars-Jury mit Dieter Falk, Detlef D! Soost, Nina Hagen                             | 6. März 2007        |
| Folge 27 | Switch reloaded mit Susanne Pätzold, Michael Müller, Bernhard Hoëcker     | Topmodel-Jury mit Boris Entrup, Peyman Amin, Bruce Darnell                             | 13. März 2007       |
| Folge 28 | Stromberg mit Christoph Maria Herbst, Diana Staehly, Oliver K. Wnuk       | Genial daneben mit Hugo Egon Balder, Hella von Sinnen, Bernhard Hoëcker                | 20. März 2007       |
| Folge 29 | Stromberg mit Christoph Maria Herbst, Diana Staehly, Oliver K. Wnuk       | Genial daneben mit Hugo Egon Balder, Hella von Sinnen, Bernhard Hoëcker                | 27. März 2007       |
| Folge 30 | Team Österreich mit Christian Clerici, Toni Polster, Mirjam Weichselbraun | Switch reloaded mit Susanne Pätzold, Michael Müller, Bernhard Hoëcker                  | 3. April 2007       |
| Folge 31 | US5 mit Christoph („Chris“) Watrin, Michael („Mikel“) Johnson, Jay Khan   | Popdiven mit Sandy Mölling, Jeanette Biedermann, Nina Hagen                            | 10. April 2007      |
| Folge 32 | ProSieben Märchenstunde mit Johanna Klum, Hennes Bender, Simon Gosejohann | Wilde Kerle mit Uwe Ochsenknecht, Wilson Gonzalez Ochsenknecht, Jimi Blue Ochsenknecht | 17. April 2007      |
| Folge 33 | Sat.1 mit Ingo Oschmann, Britt Hagedorn, Guido Cantz                      | ProSieben mit Elton, Stefan Gödde, Charlotte Engelhardt                                | 24. April 2007      |
| Folge 34 | Moderatoren mit Johanna Klum, Miriam Pielhau, Annabelle Mandeng           | Comedy mit Sven Nagel, Matze Knop, Ingo Appelt                                         | 8. Mai 2007         |
| Folge 35 | Intelligenzbomben mit Sonya Kraus, Sonja Zietlow, Eva Habermann           | Fernsehforscher mit Wigald Boning, Barbara Eligmann, Daniel Aminati                    | 15. Mai 2007        |
| Folge 36 | Moderatorinnen mit Sonya Kraus, Sonja Zietlow, Margarethe Schreinemakers  | Lindenstraße mit Andrea Spatzek, Rebecca Siemoneit-Barum, Moritz Zielke                | 22. Mai 2007        |

### Staffel 5
Nach dem Ende der vierten Staffel (22. Mai 2007) ging Extreme Activity in eine vorzeitige Sommerpause. Die fünfte Staffel lief vom 27. August 2007 bis zum 3. September 2007 montags um 21:15 Uhr.
Nach der zweiten Folge wurde die Ausstrahlung wegen zu schlechter Quoten abgebrochen. Sie umfasste sieben Folgen.
|          | Team 1                                                             | Team 2                                                               | Ausstrahlungstermin |
| -------- | ------------------------------------------------------------------ | -------------------------------------------------------------------- | ------------------- |
| Folge 37 | Topmodel-Jury mit Boris Entrup, Peyman Amin, Bruce Darnell         | Topmodel-Finalistinnen mit Hana Nitsche, Barbara Meier, Anni Wendler | 27. August 2007     |
| Folge 38 | Genial daneben mit Hugo Egon Balder, Hella von Sinnen, Guido Cantz | Switch mit Peter Nottmeier, Petra Nadolny, Maximilian Giermann       | 3. September 2007   |

## Extreme-Runden
- Looping-Bike: („Tortur De Force“ oder „Magensaftpresse“): Der Spieler sitzt auf einem Fahrrad, das in einer Looping-Konstruktion befestigt ist und sich immer wieder überschlägt. Währenddessen muss er versuchen, Begriffe mündlich zu umschreiben.
- An einem Seil kopfüber aufgehängt, muss der Spieler die zu erratenden Begriffe malen.
- Doppelpantomime: Die Begriffe müssen anhand eines Mitspielers aus dem Gegnerteam erklärt werden. Der Mitspieler wird laut Jürgen von der Lippe zu „Wachs“ in den Händen des Spielers.
- Sing-Spiel: Der Spieler muss die Begriffserklärungen als improvisierten Text zur Melodie eines bekannten Liedes (beispielsweise Marmor, Stein und Eisen bricht) singen, begleitet von Jürgen von der Lippe auf der Gitarre bzw. im POPSTARS-Spezial von Dieter Falk am Keyboard.
- Lied-Gurgeln: Der Spieler muss einen Schluck Wasser nehmen und versuchen, einfache Lieder vorzugurgeln, die dann erraten werden müssen.
- Tango: Der Spieler erklärt Begriffe, während er bzw. sie von einem Profi-Tango-Tänzer geführt wird.
- Wrestling: Der Spieler wird von zwei Wrestlern in eine Art Match verwickelt und von ihnen auch herumgestoßen, während er Begriffe mündlich erklären muss.
- Super-Soaker: Der Spieler muss die Begriffe erklären, während er von mehreren Kindern, die als Rocker mit Sonnenbrille und Lederklamotten auftreten, mit großen Wasserpistolen vehement unter Beschuss genommen wird.
- Wasserbomben: Der Spieler muss die Begriffe erklären, während er von mehreren Kindern, die als Rocker mit Sonnenbrille und Lederjacken auftreten, mit Wasserbomben beworfen wird. Diese sind manchmal auch mit Farbe gefüllt.
- Helium-Spiel: Nicht der Spieler, sondern die beiden anderen Mitstreiter des Teams müssen Helium aus Ballons inhalieren, und eine Antwort gilt nur, wenn man sie mit erhöhter Stimme spricht.
- Schleuderrad („Kosmonautenkreisel“): Der Spieler muss Begriffe erklären, wobei er in einen Aero-Trim eingespannt ist, ein für die Raumfahrt entwickeltes Gerät aus drei beweglichen Ringen, die sich gleichzeitig um die Quer-, Längs- und Hochachse drehen lassen.
- „Extreme Vocaling“: Jürgen von der Lippe hält einen Vokal hoch, und die Begriffe dürfen dann nur noch mit diesem Vokal beschrieben werden. Das heißt, jeder andere Vokal muss durch den bestimmten Vokal ersetzt werden (vergleichbar mit dem Lied Drei Chinesen mit dem Kontrabass).
- „Extreme Konsonanting“: Jürgen von der Lippe hält bei jedem Begriff einen anderen Konsonanten hoch, und der Spieler muss nun beim Erklären der Begriffe bei jedem Wort, das mit einem Konsonanten beginnt, den ursprünglichen Konsonanten durch den von Jürgen gezeigten ersetzen.
- „Ladies’ Pleasure“: Jürgen von der Lippe umschreibt so einen umgebauten Bürostuhl. Ein Elektromotor mit Unwucht bringt den Stuhl mitsamt darauf sitzender Person in starke Vibration, so dass das Sprechen und die Konzentration erschwert werden. Währenddessen müssen natürlich Begriffe erklärt werden.
- Horror Hupfburg: Der Spieler ist in einer Hupfburg mit einem Gurt befestigt und muss beginnen zu hüpfen. Je länger er auf und ab hüpft, desto höher schleudert es ihn in die Luft. Währenddessen muss er versuchen Begriffe mündlich zu umschreiben.
- Die „Ritterrüstung“: Der Spieler wird in eine klappernde Ritterrüstung gesteckt und muss versuchen, Begriffe pantomimisch darzustellen, erschwert durch die eingeschränkte Bewegungsfreiheit.
- Die „Ägyptische Mumie“: Der Spieler wird wie eine Mumie eingewickelt und muss die Begriffe dann pantomimisch darstellen.
- Das Sprungtuch: Ein Spieler steigt in ein Sprungtuch, das von mindestens 13 Feuerwehrleuten gehalten wird, und muss dabei Begriffe umschreiben. Um es dem Spieler schwer zu machen, wird das Sprungtuch heftig auf und ab bewegt, so dass der Spieler in die Höhe fliegt.
- Das Reck: Die beiden Rater müssen sich an ein Reck hängen und Begriffe erraten. Wer sich nicht mehr halten kann und herunterfällt, darf nicht mehr mitraten. Das kann ein vorzeitiges Ende der Runde bedeuten, wenn sich beide Ratenden nicht mehr länger an der Stange festhalten können.
- Das große Essen: Der Spieler bekommt von einem hinter ihm sitzenden Gegenspieler Essen in den Mund gesteckt und muss währenddessen versuchen, Begriffe zu erklären.
- Dialekt: Der Spieler muss den Begriff in verschiedenen Dialekten erklären.
- Russischer Tanz: Der Spieler wird von Mitgliedern einer Tanzgruppe, welche russische Tänze tanzt, geführt, und muss dabei versuchen, Begriffe mündlich zu umschreiben.
- Cheer Leader: Der Spieler wird von Mitgliedern einer Cheer-Leader-Gruppe, welche ihre typischen Tänze machen, geführt, und muss dabei versuchen, Begriffe zu erklären.
- Tortenschlacht: Während der Spieler von der gegnerischen Mannschaft Torten ins Gesicht geworfen bekommt, muss er versuchen, möglichst viele Begriffe mündlich zu erklären.
- Rappen: Die Erklärungen der Begriffe werden vom Spieler gerappt.
- Schwebepantomime: Der Spieler schwebt mittels Klettergurt, der an der Decke mit einem Seil festgemacht ist, in der Luft, und muss versuchen, Begriffe pantomimisch darzustellen. Erschwert wird dies noch dadurch, dass das gegnerische Team den in der Luft Schwebenden auch anschubsen darf.
- Das Stehaufmännchen: Der Spieler wird in ein lebensgroßes Stehaufmännchen gesteckt und muss, während er herumgestoßen wird, versuchen, möglichst viele Begriffe mündlich zu umschreiben.
- Wortimport: Der Spieler muss Begriffe in seine Erklärung einbauen, die ein anderer Spieler aus der Gegenmannschaft zeigt, und den jeweilig vorher vorgegebenen Begriff erklären.
- Dem Spieler werden „Beton-Handschuhe“ und „Beton-Schuhe“ angezogen, mit welchen er dann Begriffe pantomimisch umschreiben muss.
- Wortwechsel: Der Spieler erklärt nicht selbst die Begriffe, sondern versucht sie zu erraten, denn die beiden anderen Teammitglieder übernehmen diese Aufgabe gemeinsam. Jeder der beiden darf auf einmal aber immer nur ein einziges Wort nennen, und zwar abwechselnd, und sie müssen so versuchen, möglichst brauchbare Erklärungen zu kreieren, was ziemlich schwierig werden kann, da sie nicht immer die gleichen Sätze vor Augen haben.
- Bullenreiten: Der Spieler muss sich auf einen künstlichen Bullen setzen, der sich wild durch die Gegend bewegt, während er versuchen muss, möglichst viele Wörter zu umschreiben.
- Stapeln: Der Spieler muss Begriffe erklären, zugleich aber einen Turm aus Bierkästen bauen. Dabei hängt er außen an diesem Turm und muss gleichzeitig immer höher klettern.
- Seilchenspringen: Der Spieler muss erklären, gleichzeitig aber auch springen, während zwei Assistenten das Seil schwingen.
- Gegen den Wind: Der Spieler muss Begriffe erklären, während dies von einem ziemlich starken Laubgebläse, das gegen den Kandidaten gerichtet ist, erschwert wird.
- Extreme-Hüpfing: Der Kandidat muss mithilfe einer Vorrichtung immer wieder sehr hoch springen. Dabei muss er Begriffe erklären.
- Tauziehen: Der Spieler muss Begriffe erklären, während seine zwei Teamkameraden gegen eine Gruppe Kinder tauziehen. Sobald die zwei Begriffe-Errater von den Kindern über eine rote Linie gezogen werden, ist das Spiel augenblicklich vorbei.
- Musiktitelpantomime: Der Spieler muss versuchen, Songtitel pantomimisch zu erklären.
- Kugelrollen: Der Spieler muss versuchen, Begriffe zu erklären, während er in einer Stahlkugel festgemacht ist, die von drei Assistenten hin- und hergerollt wird.
- Märchenpantomime: Der Spieler muss versuchen, die Namen von Märchen pantomimisch zu umschreiben.
- Filmtitelpantomime: Der Spieler muss versuchen, Filmtitel pantomimisch darzustellen.
- Känguruboxen: Der Spieler muss Begriffe erklären, während er in riesigen Plastikhandschuhen gegen einen Assistenten – verkleidet als Känguru – kämpfen muss.
- Rüttelstuhl: Der Spieler muss versuchen, Begriffe mündlich zu umschreiben, während er in einem Sessel sitzt, der sich die ganze Zeit über schnell hin- und herbewegt.
- Kopfrechnen: Der Spieler muss, bevor er beginnen darf, einen Begriff zu erklären, immer erst eine kleine Rechenaufgabe richtig lösen.
- Dirty Dancing: Der Spieler muss versuchen Begriffe zu erklären, während er sich in der berühmten Hebefigur von Dirty Dancing befindet.

## Hintergrundinformationen
- Außer den Folgen am 30. Januar 2007 und 27. Februar 2007, in denen die Frauenmannschaft gewann, lag immer die Männermannschaft mit einer Nasenlänge vorne.
- Extreme Activity war wesentlicher Bestandteil des „Show-Samstages“ bei ProSieben. Die Umstrukturierung des Samstagabend-Programms wurde laut ProSieben durchgeführt, um „zurück zu alter Stärke“ zu gelangen.
- Im Januar 2007 ist ein eigenes „Extreme Activity“-Gesellschaftsspiel auf den Markt gekommen. Herstellerfirma ist „Piatnik“.
- Die immer wieder eingespielte Musik stammt von dem amerikanischen Rapper Puff Daddy und heißt Come with Me, eine Coverversion des Led-Zeppelin-Titels „Kashmir“.
- Seit dem 14. September 2016 läuft im ungarischen Fernsehen ein Ableger davon. Im Abspann wird vermerkt, dass es auf dem deutschen Format basiert.

## Auszeichnungen
- 2007
  - Adolf-Grimme-Preis in der Kategorie Unterhaltung[21]
  - Romy für die beste Programmidee